# Bandera de Gdansk
La bandera de Gdansk presenta una corona dorada de cinco puntas y dos cruces blancas cuadradas, todas dispuestas verticalmente en el asta de la bandera. Utiliza una proporción de 5:8. La bandera, en diversas formas, representa a la ciudad polaca de Gdansk (también conocida con el nombre de "Dánzig") desde el siglo XIII. El Ayuntamiento de Gdansk lo adoptó formalmente por primera vez en su forma actual el 1 de agosto de 1996.
Las dos cruces aparecieron en múltiples variaciones en casi todas las banderas que se han utilizado para representar la ciudad, y la corona real de cinco puntas se añadió después de que el rey Casimiro IV concediera el privilegio de usarla en mayo de 1457. La corona y las cruces han sido tradicionalmente colocados a un tercio de la longitud de la bandera, desde el lado del izar, para hacerlos más visibles cuando la bandera esté ondeando.
Después de que la bandera no se usó durante y después de la Segunda Guerra Mundial, la práctica se abandonó brevemente cuando el Ayuntamiento aprobó una bandera oficial en diciembre de 1991 que tenía los elementos de diseño en el centro. Esto fue modificado nuevamente por otra resolución en agosto de 1996 y confirmado en 2001 con otro estatuto después de que el primero hubiera expirado.

## Historia
La idea de una bandera para Gdansk se remonta al siglo XIII, ya que algunos barcos llevaban estandartes que tenían un diseño similar a algunos elementos que representaban la ciudad, aunque la baja calidad de los dibujos y reproducciones dificultaba una identificación precisa. Las dos cruces presentes en la bandera probablemente provienen de un confalón ondeado en la popa de algunos de estos barcos. Las cruces originalmente estaban dispuestas una al lado de la otra, en un estandarte rojo con forma de corneta, aunque en la segunda mitad del siglo XIII el diseño se cambió a una bandera rectangular en orientación vertical con una cruz encima de la otra, similar a la de Elbląg, otra ciudad portuaria, cuya bandera era idéntica salvo la mitad superior, que era blanca con una cruz roja. Esta bandera rectangular fue utilizada por las tropas que lucharon en la batalla de Grunwald, que tuvo lugar en 1410, como consta en el trabajo del historiador Jan Długosz. También fue utilizado por barcos de la época, incluido el Peter von Danzig, una gran carraca de la flota de la Liga Hanseática.
La historia de la bandera es similar a la del escudo de armas de la ciudad, ya que su escudo es idéntico en diseño a la bandera. Después de que Casimiro IV, rey de Polonia, concediera el privilegio el 25 de mayo de 1457, la ciudad añadió a sus armas una corona de oro, que también se reflejó en las banderas de la ciudad. La bandera en sí también ha cambiado de forma con el tiempo, manteniendo el rectángulo pero cambiando de uno orientado verticalmente a uno más tradicional orientado horizontalmente. Desde el momento en que la bandera se expandió horizontalmente, la corona y las cruces se colocaron más cerca del asta de la bandera que del vuelo; Esto se hizo intencionalmente para que fueran más visibles cuando la bandera ondeara al viento.
El diseño específico de los elementos de la bandera ha variado levemente con cada representación; La Ciudad Libre de Dánzig, establecida durante las guerras napoleónicas en 1807, utilizó un diseño casi idéntico. Esta ciudad-estado también tenía una bandera comercial, que consistía en un campo rojo con una franja blanca en el extremo izquierdo de la bandera, y el escudo de armas de la ciudad en la esquina superior izquierda. También tenía una bandera aduanera, que era un campo rojo con el escudo rodeado de hojas. La Ciudad Libre de Dánzig, de nombre similar, establecida en 1920, utilizó otro diseño casi idéntico para su bandera.

Mientras estuvo bajo el control de la Alemania nazi durante la Segunda Guerra Mundial, se descontinuó el uso de la bandera de la ciudad en Gdansk. Después de la guerra, la República Popular Polaca no restableció el uso de la bandera. La bandera de la ciudad fue adoptada oficialmente por el Ayuntamiento de Gdansk el 10 de diciembre de 1991, con la corona y las cruces dispuestas verticalmente en el centro de un campo rojo. Sin embargo, esta bandera resultó bastante impopular y rara vez fue ondeada, excepto en algunas ocasiones, por las autoridades municipales. La bandera actual entró en vigor por primera vez el 1 de agosto de 1996, con una resolución del Ayuntamiento que devolvió los emblemas a su lugar tradicional en el lado del asta de la bandera. Esta resolución expiró más tarde, pero fue renovada por otro estatuto en 2001, sin cambios en el diseño de la bandera.
|                                        |
| Bandera hanseática (c. siglos XIII-XV) |

|                                                  |
| Bandera de la Ciudad Libre de Danzig (1807-1814) |

|                                                  |
| Bandera de la Ciudad Libre de Dánzig (1920-1939) |

|                               |
| Bandera de Gdansk (1991-1996) |